# Umberto Carpi De Resmini
Umberto Carpi De Resmini (Precotto, 21 agosto 1881 – Milano, 14 febbraio 1970) è stato un medico e patologo italiano.

## Biografia
Umberto Carpi De Resmini fu allievo di Carlo Forlanini all'Università di Pavia e ne proseguì gli studi e l'opera.
Abbandonato l'insegnamento universitario, nel 1922 divenne primario dell'Ospedale Maggiore di Milano.
Un suo ritratto, eseguito dal fratello Aldo Carpi nel 1926, venne donato all'ospedale Cà Granda.
Suo figlio Filippo fu presidente dell'ACI dal 1972 al 1982.

## Opere
- Manuale di semeiotica medica, Vallardi, Milano, 1938